# Tachinus bipustulatus
Tachinus bipustulatus är en skalbaggsart som först beskrevs av Fabricius 1793.  Tachinus bipustulatus ingår i släktet Tachinus, och familjen kortvingar. Enligt den svenska rödlistan är arten nationellt utdöd i Sverige. . Arten har tidigare förekommit i Götaland men är numera lokalt utdöd. Artens livsmiljö är skogslandskap, jordbrukslandskap, stadsmiljö.